# Capo del governo di Sierra Leone
Il Capo del governo della Sierra Leone è il primo ministro dello Stato africano.

## Elenco

### Chief minister del Protettorato di Sierra Leone
| Ritratto | Nominativo    | Durata della carica            |
| -------- | ------------- | ------------------------------ |
|          | Milton Margai | 9 luglio 1954 - 14 agosto 1958 |

### Primi ministri del Protettorato di Sierra Leone
| Ritratto | Nominativo    | Durata della carica             |
| -------- | ------------- | ------------------------------- |
|          | Milton Margai | 14 agosto 1958 - 27 aprile 1961 |

### Primi ministri della Sierra Leone
| Ritratto | Nominativo                      | Durata della carica                            |
| -------- | ------------------------------- | ---------------------------------------------- |
|          | Milton Margai                   | 27 aprile 1961 - 28 aprile 1964                |
|          | Albert Margai                   | 28 aprile 1964 - 21 marzo 1967                 |
|          | Siaka Stevens                   | 21 marzo 1967; 26 aprile 1968 - 21 aprile 1971 |
|          | Sorie Ibrahim Koroma            | 21 aprile 1971 - 8 luglio 1975                 |
|          | Christian Alusine Kamara-Taylor | 8 luglio 1975 - 15 giugno 1978                 |

### Governo militare
| Ritratto | Nominativo                            | Durata della carica             |
| -------- | ------------------------------------- | ------------------------------- |
|          | Brigadiere David Lansana              | 23 marzo 1967 - 25 marzo 1967   |
|          | Commissario Leslie William Leigh      | 25 marzo 1967 - 28 marzo 1967   |
|          | Brigadiere Andrew Juxon-Smith         | 28 marzo 1967 - 18 aprile 1968  |
|          | Brigadier generale John Amadu Bangura | 18 aprile 1968 - 22 aprile 1968 |

### Chief ministers di Sierra Leone
| Ritratto | Nominativo       | Durata della carica             |
| -------- | ---------------- | ------------------------------- |
|          | David J. Francis | 8 maggio 2018 - 30 aprile 2021  |
|          | Jacob Jusu Saffa | 30 aprile 2021 - 10 luglio 2023 |
|          | David Sengeh     | 10 luglio 2023 - in carica      |